# Erlikozaur
Erlikozaur (Erlikosaurus andrewsi) – dinozaur z grupy celurozaurów, z nadrodziny terizinozauroidów. Dinozaur spokrewniony z segnozaurem.
Znaczenie jego nazwy - jaszczur Erlika (lamajski władca umarłych)
Żył w okresie późnej kredy (ok. 100-90 mln lat temu) na terenach Azji.

Długość ciała 4-5 m, masa ok. 160 kg. Jego szczątki znaleziono w Mongolii.
Prawdopodobnie erlikozaur jadł mięso, małe ssaki oraz duże owady. Jego cechą charakterystyczną były długie, ostre pazury u kończyn górnych (podobnie jak u innych terizinozauroidów).